# Weggis
Weggis (toponimo tedesco) è un comune svizzero di 4 570 abitanti del Canton Lucerna, nel distretto di Lucerna Campagna.

## Geografia fisica

Weggis e il lago dei Quattro Cantoni visti da Kaltbad

Weggis si trova sulla sponda settentrionale del lago dei Quattro Cantoni, alle pendici del monte Rigi.

## Monumenti e luoghi d'interesse
- Chiesa parrocchiale cattolica di Santa Maria Regina Coeli, attestata dal IX secolo e ricostruita nel 1471-1473 e nel 1886-1888[3];
- Cappella di San Michele in località Kaltbad, eretta nel 1585[3];
- Cappella di Ognissanti, eretta nel 1623[3];
- Chiesa riformata di Weggis, eretta nel 1918-1919[3];
- Chiesa riformata di Kaltbad, eretta nel 1963[3].

## Società

### Evoluzione demografica
L'evoluzione demografica è riportata nella seguente tabella:
Abitanti censiti

## Geografia antropica

### Frazioni
Le frazioni e i quartieri di Weggis sono:
- Bannholz[senza fonte]
- Bärenzingel
- Bodenberg[senza fonte]
- Kaltbad (o Rigi Kaltbad)
- Oberdorf
- Riedsort
- Sentiberg[senza fonte]
- Unterdorf

## Economia

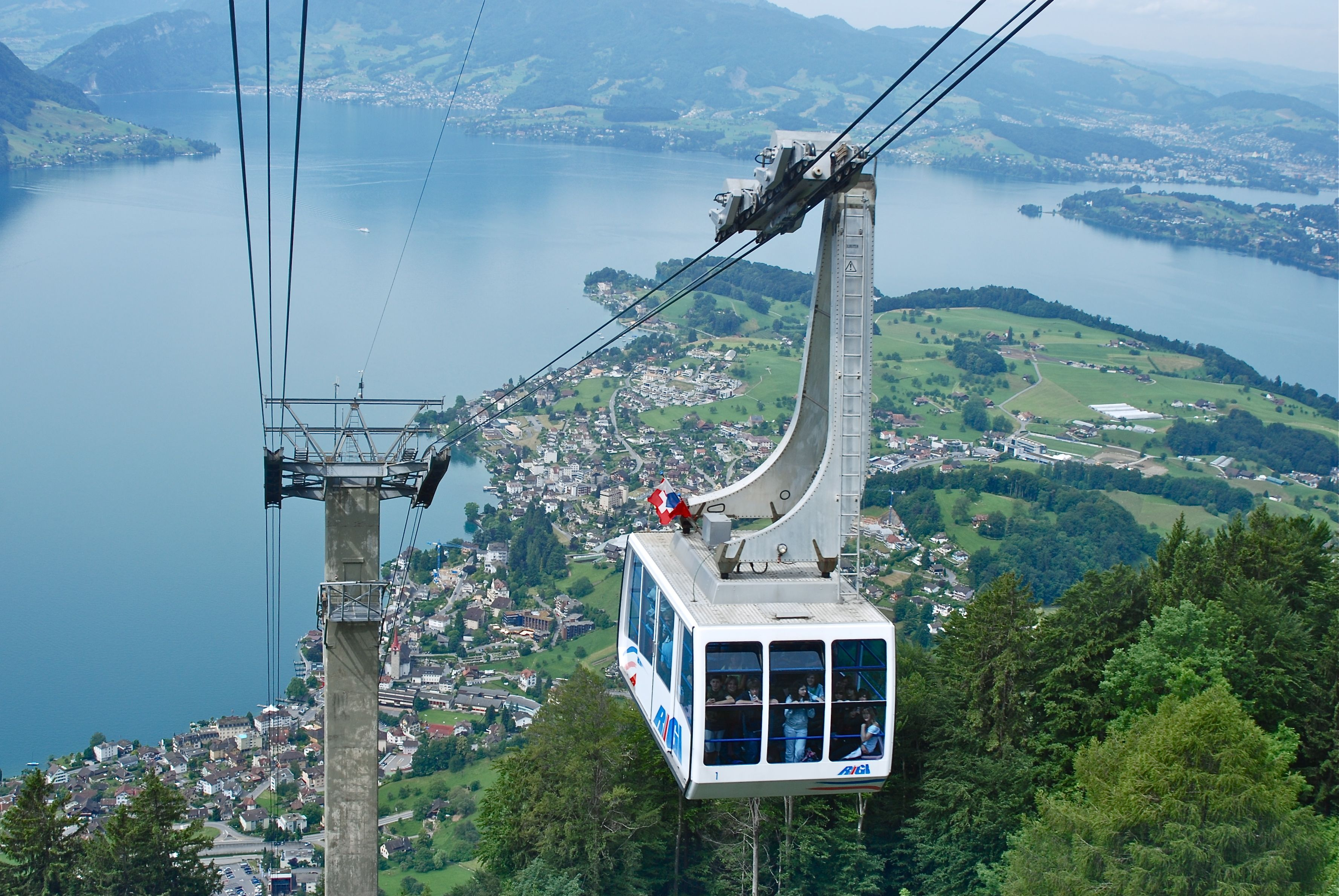
La funivia Weggis-Rigi Kaltbad

L'economia locale si basa prevalentemente sul turismo sul lago dei Quattro Cantoni e sul monte Rigi (escursionismo, villeggiatura, termalismo).

## Infrastrutture e trasporti

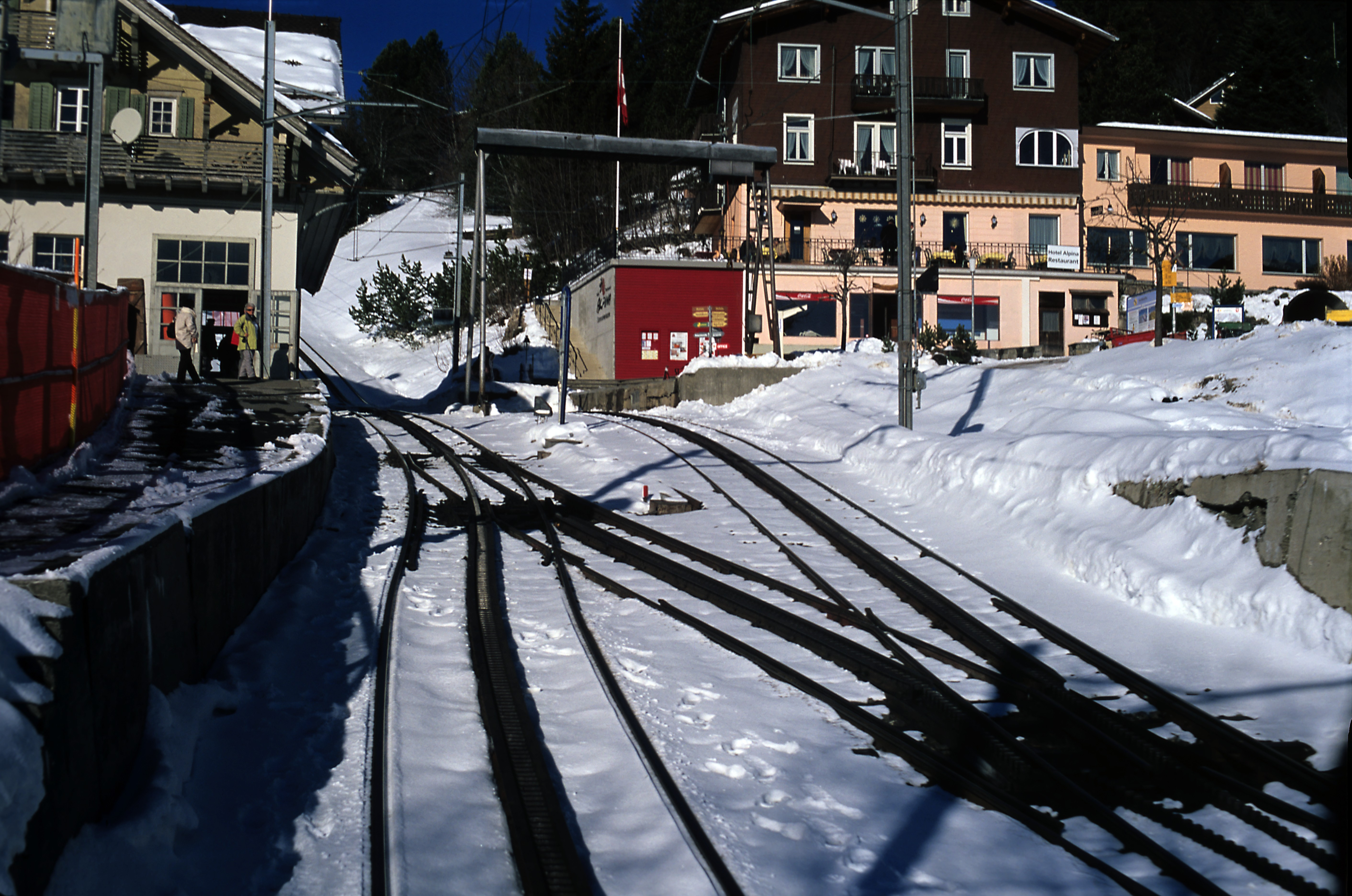
La stazione di Rigi Kaltbad-First

Weggis è attraversato della ferrovia Vitznau-Rigi, aperta nel 1871: prima ferrovia a cremagliera costruita in Europa, unisce Vitznau alla sommità del monte Rigi attraversando, nel territorio comunale di Weggis, le stazioni di Freibergen, di Romiti Felsentor, di Rigi Kaltbad-First (dalla quale parte la funivia Weggis-Rigi Kaltbad e si diramava, dal 1874 al 1931, la ferrovia del Rigi Scheidegg) e di Rigi Staffelhöhe, dopo la quale prosegue nel Canton Svitto e si dirama la ferrovia Arth-Rigi.